# Pachypanchax omalonotus
Pachypanchax omalonotus là một loài cá thuộc họ Aplocheilidae. Nó là loài đặc hữu của Madagascar. Môi trường sống tự nhiên của nó là các con sông.

## Hình ảnh

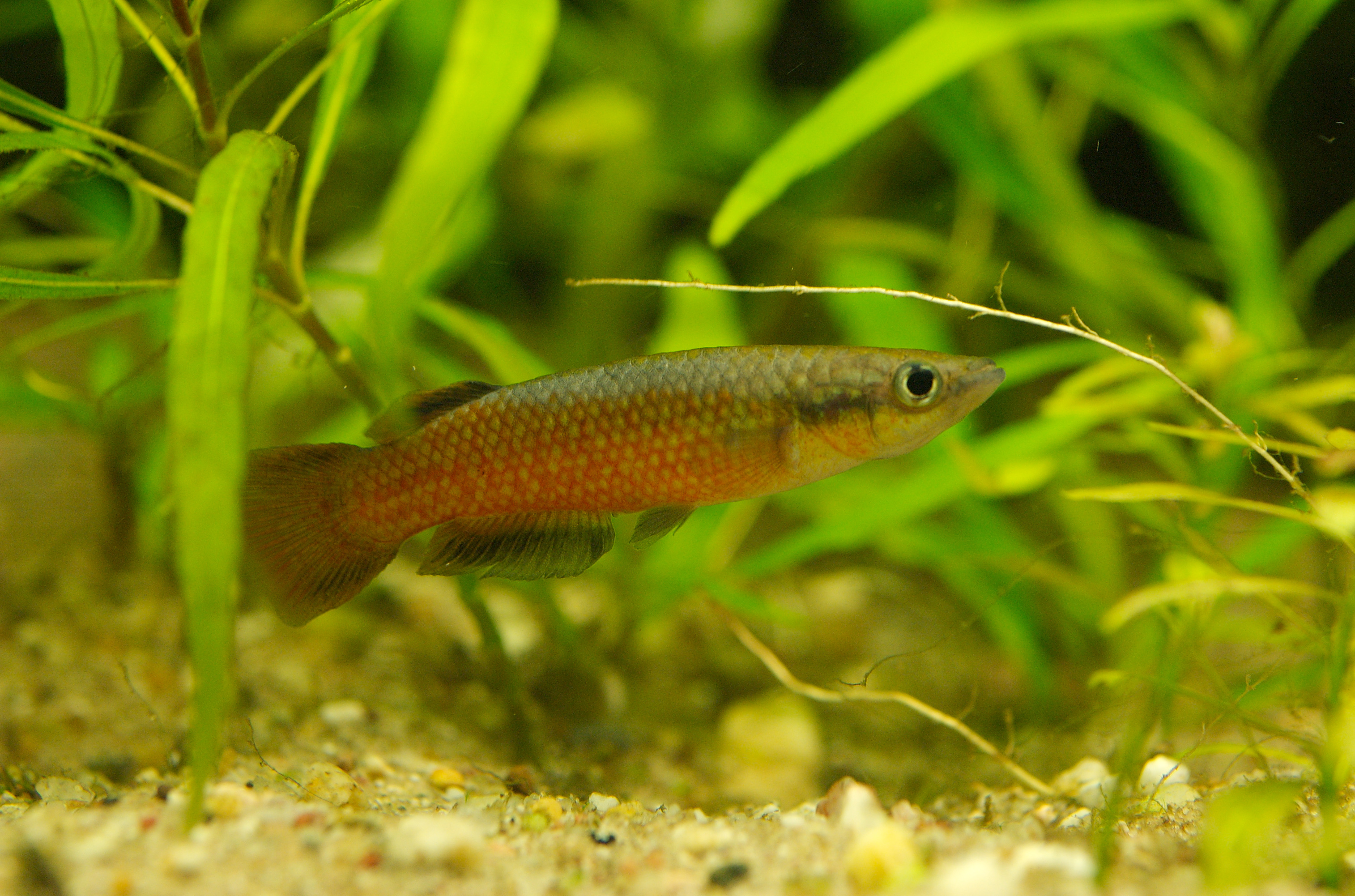
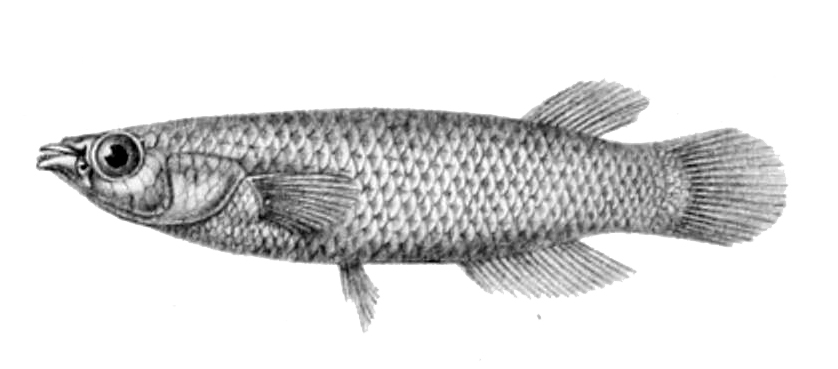